# زغبورة آكلة الدومباية
زغبورة آكلة الدومباية (الاسم العلمي:Stigmella dombeyivora) هي نوع من الحشرات تتبع جنس الزغبورة من فصيلة السليلات.